# ریچل شلی
ریچل شلی (انگلیسی: Rachel Shelley؛ زادهٔ ۲۵ اوت ۱۹۶۹) بازیگر اهل بریتانیا است.
از فیلم‌ها یا برنامه‌های تلویزیونی که وی در آن نقش داشته است، می‌توان به کودکان، باج، فانوس دریایی، عکاسی از پریان و خطاهای نرم‌افزاری اشاره کرد.